# جورج أوقست رودولف
جورج أوقست رودولف (بالألمانية: Georg August Rudolph)‏ هو محامي وسياسي ألماني، ولد في 25 سبتمبر 1816 في كاسل في ألمانيا، وتوفي في 13 ديسمبر 1893 في ماربورغ في ألمانيا. انتخب عمدة.